# 純珪一
純 珪一 （すみ けいいち、1976年 - ) は、日本のイラストレーター。血液型AB型。
自身のブログで絵画商法に巻き込まれたことを発表した。

## 作品リスト

### イラスト
- ウィザーズ・ブレイン（三枝零一著、電撃文庫）
- 天空のアルカミレス（三上延著、電撃文庫）
- シャドウテイカー（三上延著、電撃文庫）
- レディ・スクウォッター（都築由浩著、電撃文庫）
- イレギュラー（狭山京輔著、スーパーダッシュ文庫）
- Present Pretty（菊池たけし著、電撃萌王連載）
- 月のパンドラ（天河りら著、コバルト文庫）
- ジェスターズ・ギャラクシー（新城カズマ著、富士見ファンタジア文庫）※1巻のみ
- クラウン・フリント（三上康明著、ガガガ文庫）
- 黄金の姫（椎名鳴葉著、コバルト文庫）
- 断罪のイクシード（海空りく著、GA文庫）